# Muravey Radev
Muravey Georgiev Radev (en búlgaro: Муравей Георгиев Радев; Sofía, 6 de mayo de 1947) es un político y economista búlgaro, que se desempeñó como Ministro de Finanzas de Bulgaria entre 1997 y 2001.
Nacido en Sofía en mayo de 1947, completó sus estudios universitarios en la Universidad de Economía de Varna, de donde se graduó como economista y se especializó en Economía Industrial. Comenzó su carrera profesional trabajando como consultor en empresas privadas.
En la década de 1990 se afilió al partido Unión de Fuerzas Democráticas, por el cual fue elegido en tres mandatos a la Asamblea Nacional. Durante el gobierno de su amigo, el primer ministro Ivan Kostov, se desempeñó como Ministro de Finanzas entre mayo de 1997 y julio de 2001. En 2004, fue, junto con Ivan Kostov, cofundador del partido Demócratas por una Bulgaria Fuerte.
Radev está casado y tiene dos hijos.